# Konstantin z Lichtenštejna
Princ Konstantin z Lichtenštejna (Constantin Ferdinand Maria von und zu Liechtenstein, 15. března 1972, St. Gallen – 5. prosince 2023, Vaduz), profesně známý jako Konstantin Lichtenštejn, byl člen lichtenštejnské knížecí rodiny a podnikatel. Byl třetím synem knížete Hanse Adama II. a jeho manželky hraběnky Marie Kinské z Vchynic a Tetova. V letech 2020 až 2023 byl generálním ředitelem Lichtenštejnské skupiny.

## Vzdělání a kariéra
Konstantin navštěvoval základní školu ve Vaduzu-Ebenholzu a v roce 1983 nastoupil ke studiu na Lichtenštejnské gymnázium, kde maturoval v roce 1991. V roce 1992 se zapsal na Salcburskou univerzitu a absolvoval ji v roce 1997 s magisterským titulem v oboru práv. Po studiích pracoval v různých funkcích pro Raiffeisen Private Equity Management AG (RPEM) a americkou investiční banku Brown Brothers Harriman. Do roku 2011 byl řídícím partnerem společnosti Grünwald Equity Beteiligungs-GmbH, investora do středně velkých německých společností. K roku 2012 byl generálním ředitelem a předsedou správní rady Nadace knížete z Lichtenštejna a byl zodpovědný za obchodní oblasti zemědělství a lesnictví, obnovitelné zdroje energie a rodinné realitní záležitosti. Pro Lichtenštejnskou skupinu pracoval od roku 2020 až do své smrti. Kromě toho měl další funkce, například předseda představenstva společnosti Rice Tec AG, člen správní rady nadace Fürst Liechtenstein II, člen představenstva společnosti First Participation AG, člen poradního výboru společnosti Grünwald Equity Beteiligungs GmbH a člen poradního výboru L-GAM.
Kromě toho byl princ Konstantin jmenován členem rakouské rady pro udržitelný rozvoj ve Vídni, jejímž primárním cílem je implementace Cílů udržitelného rozvoje v Agendě OSN pro udržitelný rozvoj 2030, konkretizace a vizualizace udržitelnosti, jakož i podpora a zrychlení odpovídajících aktivit v podnikání, společnosti, politice, vědě, médiích a na veřejnosti.

## Další aktivity
Princ Konstantin a jeho rodina se účastnili každoročního lichtenštejnského národního dne. Byl patronem nadace Football Is More Foundation a účastnil se jejích každoročních konferencí. V květnu 2014 navštívil Dolnorakouské lesní hry mládeže, které se konaly v přírodním parku Sparbach, nejstarším přírodním parku v Rakousku vlastněném lichtenštejnskou knížecí rodinou. V březnu 2015 hostil delegaci lichtenštejnských poslanců na zámku Wilfersdorf ve Wilfersdorfu. V srpnu 2015 se s manželkou zúčastnil charitativního koncertu, který pořádala jeho švagrová dědičná princezna Sophie v Lichtenštejnském paláci. Získané peníze byly použity na společný projekt rakouského a lichtenštejnského Červeného kříže na pomoc lidem na východní Ukrajině. V dubnu 2017 navštívil se svou rodinou a dalšími členy lichtenštejnské knížecí rodiny Vatikán, kde se setkal s papežem Františkem. V září 2017 se se svou sestrou princeznou Tatjanou zúčastnil výroční lichtenštejnské recepce ve Vídni.
Princ Konstantin inicioval a 31. července 2020 hostil Letní rapsodii v Lichtenštejnském zahradním paláci ve Vídni v Rakousku. V březnu 2022 se se svým otcem a sourozenci, dědičným princem Aloisem a princeznou Tatjanou, zúčastnil vernisáže výstavy „Opravdový princ — Joseph Wenzel a jeho umění“ v Lichtenštejnském paláci. Dne 28. dubna 2022 navštívil s dalšími zaměstnanci Nadace knížete z Lichtenštejna Hrušky v Česku a věnoval obci 5 milionů korun na obnovu zahrady a hřiště mateřské školy po zničení tornádem.

## Osobní život a smrt
Princ Konstantin se 14. května 1999 ve Vaduzu v Lichtenštejnsku během civilního obřadu oženil s hraběnkou Marií Gabriele Franziskou Kálnoky de Kőröspatak. Církevní obřad měli dne 18. července 1999 v Číčově na Slovensku. Pár měl tři děti:
- Princ Moritz Emanuel Maria z Lichtenštejna, hrabě z Rietbergu (* 27. května 2003, New York)
- Princezna Georgina „Gina“ Maximiliana Tatiana Maria z Lichtenštejna, hraběnka z Rietbergu[16] (* 23. července 2005, Vídeň)
- Princ Benedikt Ferdinand Hubertus Maria z Lichtenštejna, hrabě z Rietbergu (* 18. května 2008, Vídeň).

Princezna Marie se narodila 16. července 1975 ve Štýrském Hradci v Rakousku jako šestá dcera hraběte Aloise Kálnokyho de Kőröspatak (1931–2022) a baronky Sieglinde von Oer (* 1935). Marie pracovala pro Österreichischer Rundfunk a Bismarck Media Communications v New Yorku jako marketingová specialistka a poté pro Vinařské sklepy knížete z Lichtenštejnska jako sommelierka.
Konstantin zemřel nečekaně 5. prosince 2023 ve věku 51 let.

## Tituly, oslovení a erb
Konstantin byl oslovován jako Jeho Jasnost princ Konstantin z Lichtenštejna, hrabě z Rietbergu a používal erb knížecího rodu.

## Vývod z předků
|                            |                                           |  |                              |                                            |  |  |  |  |  |  |  | Alfréd z Lichtenštejna |
|                            |                                           |  |                              |                                            |  |  |  |  |  |  |  |                        |
|                            | Alois Maria Adolf z Lichtenštejna         |  |                              |                                            |  |  |  |  |  |  |  |                        |
|                            |                                           |  |                              |                                            |  |  |  |  |  |  |  |                        |
|                            |                                           |  |                              | Henrieta Marie z Lichtenštejna             |  |  |  |  |  |  |  |                        |
|                            |                                           |  |                              |                                            |  |  |  |  |  |  |  |                        |
|                            | František Josef II. z Lichtenštejna       |  |                              |                                            |  |  |  |  |  |  |  |                        |
|                            |                                           |  |                              |                                            |  |  |  |  |  |  |  |                        |
|                            |                                           |  |                              | Karel Ludvík Rakousko-Uherský              |  |  |  |  |  |  |  |                        |
|                            |                                           |  |                              |                                            |  |  |  |  |  |  |  |                        |
|                            | Alžběta Amálie Habsbursko-Lotrinská       |  |                              |                                            |  |  |  |  |  |  |  |                        |
|                            |                                           |  |                              |                                            |  |  |  |  |  |  |  |                        |
|                            |                                           |  |                              | Marie Tereza Portugalská                   |  |  |  |  |  |  |  |                        |
|                            |                                           |  |                              |                                            |  |  |  |  |  |  |  |                        |
|                            | Hans Adam II.                             |  |                              |                                            |  |  |  |  |  |  |  |                        |
|                            |                                           |  |                              |                                            |  |  |  |  |  |  |  |                        |
|                            |                                           |  |                              | Jan Nepomuk Maria Wilczek                  |  |  |  |  |  |  |  |                        |
|                            |                                           |  |                              |                                            |  |  |  |  |  |  |  |                        |
|                            | Ferdinand Maria Wilczek                   |  |                              |                                            |  |  |  |  |  |  |  |                        |
|                            |                                           |  |                              |                                            |  |  |  |  |  |  |  |                        |
|                            |                                           |  |                              | Alžběta Vilemína Kinská z Vchynic a Tetova |  |  |  |  |  |  |  |                        |
|                            |                                           |  |                              |                                            |  |  |  |  |  |  |  |                        |
|                            | Georgina Norberta Wilczeková              |  |                              |                                            |  |  |  |  |  |  |  |                        |
|                            |                                           |  |                              |                                            |  |  |  |  |  |  |  |                        |
|                            |                                           |  |                              | Oktavián Zdenko Kinský                     |  |  |  |  |  |  |  |                        |
|                            |                                           |  |                              |                                            |  |  |  |  |  |  |  |                        |
|                            | Norbertina Kinská                         |  |                              |                                            |  |  |  |  |  |  |  |                        |
|                            |                                           |  |                              |                                            |  |  |  |  |  |  |  |                        |
|                            |                                           |  |                              | Georgina Festeticsová z Tolny              |  |  |  |  |  |  |  |                        |
|                            |                                           |  |                              |                                            |  |  |  |  |  |  |  |                        |
| Konstantin z Lichtenštejna |                                           |  |                              |                                            |  |  |  |  |  |  |  |                        |
|                            |                                           |  |                              |                                            |  |  |  |  |  |  |  |                        |
|                            |                                           |  | Ferdinand Bonaventura Kinský |                                            |  |  |  |  |  |  |  |                        |
|                            |                                           |  |                              |                                            |  |  |  |  |  |  |  |                        |
|                            | Ferdinand Vincenc Kinský                  |  |                              |                                            |  |  |  |  |  |  |  |                        |
|                            |                                           |  |                              |                                            |  |  |  |  |  |  |  |                        |
|                            |                                           |  |                              | Marie Josefa z Lichtenštejna               |  |  |  |  |  |  |  |                        |
|                            |                                           |  |                              |                                            |  |  |  |  |  |  |  |                        |
|                            | Ferdinand Karel Kinský z Vchynic a Tetova |  |                              |                                            |  |  |  |  |  |  |  |                        |
|                            |                                           |  |                              |                                            |  |  |  |  |  |  |  |                        |
|                            |                                           |  |                              | Adolf Karel z Auerspergu                   |  |  |  |  |  |  |  |                        |
|                            |                                           |  |                              |                                            |  |  |  |  |  |  |  |                        |
|                            | Aglaé Františka z Auerspergu              |  |                              |                                            |  |  |  |  |  |  |  |                        |
|                            |                                           |  |                              |                                            |  |  |  |  |  |  |  |                        |
|                            |                                           |  |                              | Johana Festeticsová z Tolny                |  |  |  |  |  |  |  |                        |
|                            |                                           |  |                              |                                            |  |  |  |  |  |  |  |                        |
|                            | Marie Aglaé Kinská z Vchynic a Tetova     |  |                              |                                            |  |  |  |  |  |  |  |                        |
|                            |                                           |  |                              |                                            |  |  |  |  |  |  |  |                        |
|                            |                                           |  |                              | Jan z Ledebur-Wichelnu                     |  |  |  |  |  |  |  |                        |
|                            |                                           |  |                              |                                            |  |  |  |  |  |  |  |                        |
|                            | Evžen Maria z Ledebur-Wichelnu            |  |                              |                                            |  |  |  |  |  |  |  |                        |
|                            |                                           |  |                              |                                            |  |  |  |  |  |  |  |                        |
|                            |                                           |  |                              | Karolína Černínová z Chudenic              |  |  |  |  |  |  |  |                        |
|                            |                                           |  |                              |                                            |  |  |  |  |  |  |  |                        |
|                            | Henrieta Karolína z Ledebur-Wichelnu      |  |                              |                                            |  |  |  |  |  |  |  |                        |
|                            |                                           |  |                              |                                            |  |  |  |  |  |  |  |                        |
|                            |                                           |  |                              | Jindřich II. Larisch z Mönnichu            |  |  |  |  |  |  |  |                        |
|                            |                                           |  |                              |                                            |  |  |  |  |  |  |  |                        |
|                            | Eleonora Marie Larischová z Moennichu     |  |                              |                                            |  |  |  |  |  |  |  |                        |
|                            |                                           |  |                              |                                            |  |  |  |  |  |  |  |                        |
|                            |                                           |  |                              | Henrieta Larischová z Mönnichu             |  |  |  |  |  |  |  |                        |
|                            |                                           |  |                              |                                            |  |  |  |  |  |  |  |                        |